# Karl Erik Peterson
Karl Erik Peterson, född 21 januari 1854 i Kvillinge socken, Östergötland, död 6 oktober 1916 i Stockholm, var en svensk militär, språklärare, författare och översättare.
Karl Erik Petersons far var lantbrukaren Otto Peterson. Karl Erik anmälde sig 1873 som volontär, blev 1874 volontärkorpral vid pontonjärbataljonen (på Kungsholmen, sedermera Svea ingenjörregemente) och tog officersexamen 29 september 1875. Han blev samma år underlöjtnant vid Västmanlands regemente, 1879 löjtnant, 1896 kapten i regementet, 1902 kapten vid regementet och tog 1906 avsked. Han genomgick 1878-1880 kursen vid Kungliga krigshögskolan, var 1880-1881 repetitör där, 1881-1883 adjutant och bibliotekarie vid Krigsskolan, 1883-1884 aspirant vid Generalstaben. Han tog 1886 examen i ryska språket vid Helsingfors universitet, var 1892-1894 extra repetitör och 1898-1915 lärare i ryska språket vid Krigshögskolan. Han blev 1893 kommenderad till Ryssland för språkstudier och var 1894-1901 lärare i ryska vid Flottans stab. Han utnämndes till Riddare av Svärdsorden (RSO) och Vasaorden (RVO) och erhöll Osmanska rikets Meschidie-orden av 3:e klassen (TMO3kl).

## Skrifter
- Öfversigt af Rysslands härordning (1890)
- Kort öfversikt öfver Rysslands härordning efter intill 1901 utkomna författningar och andra ryska källor (1901)
- Svenskt-ryskt parlörlexikon (1911, även 1920 och 1923), en bearbetning av Meyers Sprachführer

Översättningar
- Garšin, Fyra berättelser (1887)
- Lermontov, En hjelte i våra dagar (1888)
- Gogol, Berättelser (1889; ny utgåva 2000 och 2004 med titeln Kappan)